# Jelle Van Damme
Pour les articles homonymes, voir Van Damme.
Jelle Van Damme, né le 10 octobre 1983 à Lokeren en Belgique, est un footballeur international belge.

## Carrière

### En club

#### Début de carrière
Jelle Van Damme commence sa carrière au KSK Beveren avant de rejoindre le Sporting Lokeren avec qui il a fait ses débuts professionnels. En 2001, il rallie le club du Germinal Beerschot Antwerpen, où il fait ses premiers pas en Division 1.

#### Première expérience à l'étranger
Lors de la saison 2001-2002, il est visionné par l'Ajax d'Amsterdam qui le loue pour le reste de la saison. À la fin de la saison, le club amstellodamois l'engage de façon permanente. Il fait ses débuts en équipe première en avril 2002 contre le Sparta Rotterdam. Avec l'Ajax, il a participé à de nombreuses rencontres de ligue des champions.

#### Départ pour l'Angleterre et prêt au Werder Brême
En 2004, Van Damme se retrouve barré par le Brésilien Maxwell qui occupe la même place que lui, le poste d'arrière gauche. Il décide de quitter les Pays-Bas pour l'Angleterre et Southampton FC. Là-bas, il ne parvient pas à faire son trou à cause de nombreuses blessures dont une sérieuse à la cheville. En 2005, il rejoint les rangs du Werder Brême, où il est aligné à huit reprises durant la saison 2005-2006. Là encore, il a dû faire face à une importante blessure.

#### Retour en Belgique
En juin 2006, Van Damme revient dans son pays natal aux côtés du champion de Belgique, le RSC Anderlecht. Il devra d'abord rivaliser avec Olivier Deschacht au poste de défenseur gauche. Mais à l'arrivée d'Ariël Jacobs comme entraîneur principal, Van Damme se montre très à l'aise comme milieu offensif gauche jusqu'à voler la titularisation permanente de son coéquipier Bart Goor. Jelle Van Damme connaît des ennuis de santé et doit se faire opérer à la jambe en décembre 2008 avant de quitter les terrains pour une durée de deux mois.
Jelle devient un des chouchous du difficile public mauve, qui l'apprécie pour sa qualité de battant et pour ses buts assez nombreux pour un joueur à vocation défensive.
En 2009, un journal annonce qu'il aurait eu quelques contacts avec le grand rival d'Anderlecht, le Standard de Liège. Cette polémique a fait grand bruit quelques jours avant un match important face à Sivasspor, remporté 5-0.
Lors du match retour, c'est lui qui marque le seul but d'Anderlecht en Turquie (3-1).

#### Seconde expérience anglaise
Le 14 mai 2010, Jelle Van Damme annonce dans le journal "Het Laatste Nieuws" son départ d'Anderlecht vers le club anglais des Wolverhampton Wanderers et ce pour un montant de 3,25 millions d'euros. Il déclare avoir été séduit par le discours de l'entraineur Mick McCarthy ainsi que par l'ambition du club d'intégrer le subtop de la Premiership. 

#### Passage au Standard de Liège
Le 29 novembre 2010, il signe un contrat d'une durée de quatre ans avec le Standard de Liège pour un transfert évalué à 3,25 M€ soit le même montant qu'il avait été acquis, contrat qui prend cours qu'à partir de janvier 2011.

#### Aventure aux États-Unis

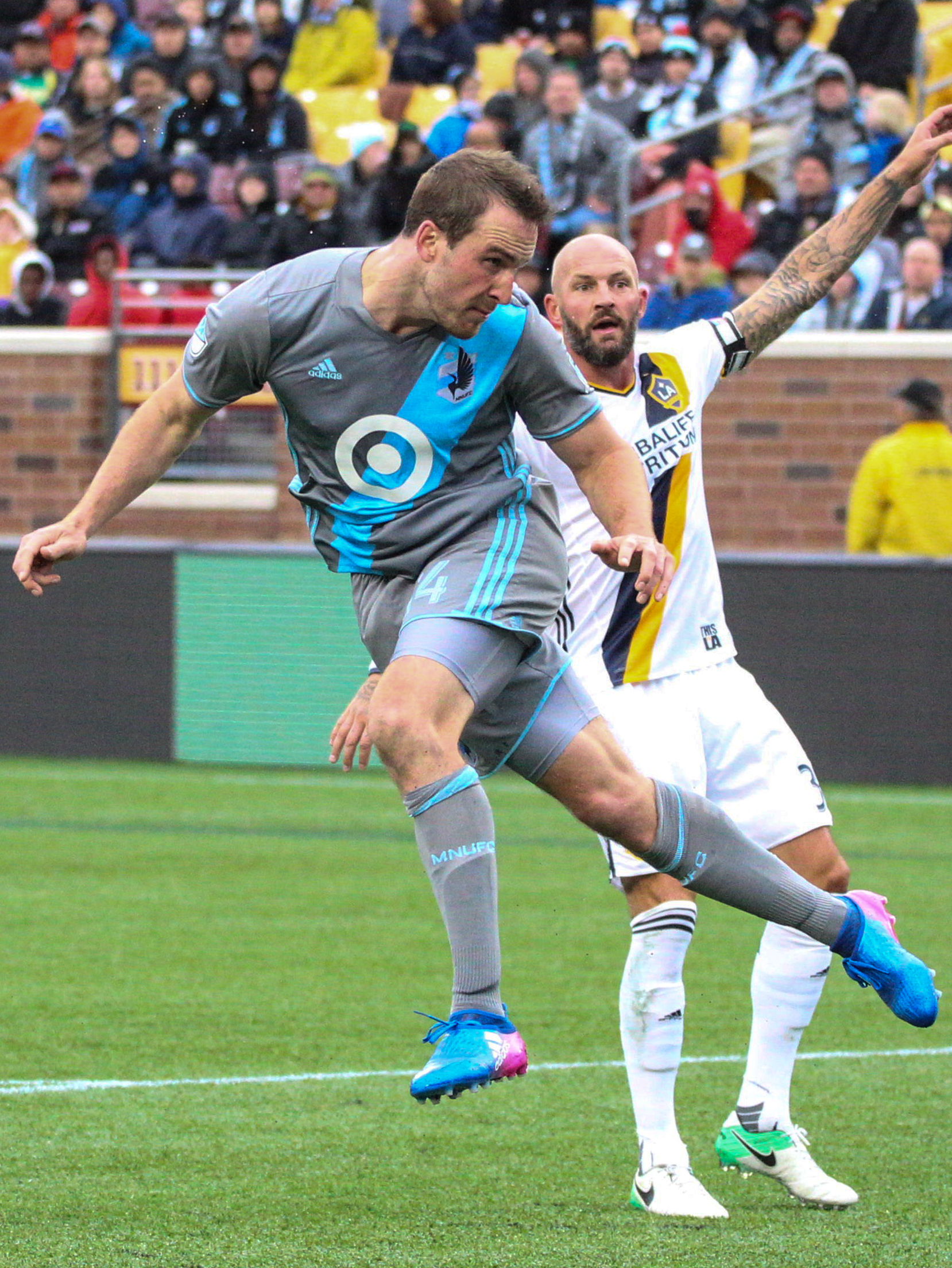
Van Damme avec le Galaxy de Los Angeles en 2017

Il quitte le Standard en janvier 2016 pour rejoindre le Galaxy de Los Angeles.

#### Encore un retour en Belgique
Néanmoins, un an et demi plus tard, le 18 août 2017, il signe au Royal Antwerp et retourne donc en Belgique pour des raisons familiales dans le but de se rapprocher de ses enfants.

### En équipe nationale
Jelle Van Damme a représenté la Belgique lors de la phase finale du Championnat d'Europe des moins de 19 ans en 2002. Ensuite, il rejoint très vite le noyau espoirs. Il fête sa première sélection avec la Belgique le 29 mars 2003 contre la Croatie.

## Vie privée
Il s'est marié avec Elke Clijsters, la sœur de Kim Clijsters et filles de Lei Clijsters, le 31 mai 2008. Le 12 octobre 2009, Jelle et Elke sont devenus les heureux parents d'un petit Cruz Léo. Le 23 novembre 2010, Elke Clijsters a également donné naissance à une petite fille, Cléo. Ils se séparent en 2016.

## Palmarès
- 2002 et 2004 : Champion des Pays-Bas avec l'Ajax Amsterdam
- 2006 : Vice-champion d'Allemagne avec le Werder Brême
- 2006 : Vainqueur de la Supercoupe de Belgique avec le RSC Anderlecht
- 2007 : Champion de Belgique avec le RSC Anderlecht
- 2007 : Vainqueur de la Supercoupe de Belgique avec le RSC Anderlecht
- 2008 : Vainqueur de la Coupe de Belgique avec le RSC Anderlecht
- 2010 : Champion de Belgique avec le RSC Anderlecht
- 2010 : Vainqueur de la Supercoupe de Belgique avec le RSC Anderlecht
- 2011 : Vice-champion de Belgique avec le Standard de Liège
- 2011 : Vainqueur de la Coupe de Belgique avec le Standard de Liège.
- 2014 : Vice-champion de Belgique avec le Standard de Liège.
- 2016 : Sélectionné dans l'équipe All Star de la MLS.

## Statistiques
| Saison                | Club                  | Championnat           | Championnat | Championnat | Coupe nationale | Coupe nationale | Coupe de la Ligue | Coupe de la Ligue | Supercoupe | Supercoupe | Compétition(s) continentale(s) | Compétition(s) continentale(s) | Compétition(s) continentale(s) | Belgique | Belgique | Total | Total |
| Saison                | Club                  | Division              | M.          | B.          | M.              | B.              | M.                | B.                | M.         | B.         | Comp.                          | M.                             | B.                             | M.       | B.       | M.    | B.    |
| 2001-2002             | Germinal Beerschot    | Jupiler League        | 7           | 0           | -               | -               | -                 | -                 | -          | -          | -                              | -                              | -                              | -        | -        | 7     | 0     |
| Sous-total            | Sous-total            | Sous-total            | 7           | 0           | -               | -               | -                 | -                 | -          | -          | -                              | -                              | -                              | -        | -        | 7     | 0     |
| 2001-2002             | Ajax Amsterdam        | Eredivisie            | 1           | 0           | -               | -               | -                 | -                 | -          | -          | -                              | -                              | -                              | -        | -        | 1     | 0     |
| 2002-2003             | Ajax Amsterdam        | Eredivisie            | 11          | 0           | 3               | 0               | -                 | -                 | -          | -          | C1                             | 7                              | -                              | 1        | 0        | 22    | 0     |
| 2003-2004             | Ajax Amsterdam        | Eredivisie            | 6           | 0           | 3               | 0               | -                 | -                 | -          | -          | C1                             | 5                              | 0                              | 6        | 0        | 20    | 0     |
| Sous-total            | Sous-total            | Sous-total            | 18          | 0           | 3               | 0               | -                 | -                 | -          | -          | -                              | 12                             | 0                              | 7        | 0        | 40    | 0     |
| 2004-2005             | Southampton FC        | Premier League        | 6           | 0           | -               | -               | 3                 | 0                 | -          | -          | -                              | -                              | -                              | -        | -        | 9     | 0     |
| Sous-total            | Sous-total            | Sous-total            | 6           | 0           | -               | -               | 3                 | 0                 | -          | -          | -                              | -                              | -                              | -        | -        | 9     | 0     |
| 2005-2006             | Werder Brême (prêt)   | Bundesliga            | 8           | 1           | 1               | 0               | -                 | -                 | -          | -          | C1                             | 1                              | 0                              | 4        | 0        | 14    | 1     |
| Sous-total            | Sous-total            | Sous-total            | 8           | 1           | 1               | 0               | -                 | -                 | -          | -          | -                              | 1                              | 0                              | 4        | 0        | 14    | 1     |
| 2006-2007             | RSC Anderlecht        | Jupiler League        | 24          | 0           | 3               | 0               | -                 | -                 | 1          | 0          | C1                             | 3                              | 0                              | 5        | 0        | 36    | 0     |
| 2007-2008             | RSC Anderlecht        | Jupiler League        | 29          | 7           | 5               | 0               | -                 | -                 | 1          | 0          | C1+C3                          | 1+9                            | 0                              | 1        | 0        | 46    | 7     |
| 2008-2009             | RSC Anderlecht        | Jupiler Pro League    | 24          | 3           | 1               | 0               | -                 | -                 | -          | -          | C1                             | -                              | -                              | 5        | 0        | 30    | 3     |
| 2009-2010             | RSC Anderlecht        | Jupiler Pro League    | 34          | 7           | 1               | 0               | -                 | -                 | -          | -          | C1+C3                          | 3+7                            | 1+0                            | 3        | 0        | 48    | 8     |
| Sous-total            | Sous-total            | Sous-total            | 111         | 17          | 10              | 0               | -                 | -                 | 2          | 0          | -                              | 23                             | 1                              | 14       | 0        | 160   | 18    |
| 2010-2011             | Wolverhampton         | Premier League        | 6           | 1           | -               | -               | -                 | -                 | -          | -          | -                              | -                              | -                              | 2        | 0        | 8     | 1     |
| Sous-total            | Sous-total            | Sous-total            | 6           | 1           | -               | -               | -                 | -                 | -          | -          | -                              | -                              | -                              | 2        | 0        | 8     | 1     |
| 2010-2011             | Standard de Liège     | Jupiler Pro League    | 17          | 2           | 4               | 1               | -                 | -                 | -          | -          | -                              | -                              | -                              | 2        | 0        | 23    | 3     |
| 2011-2012             | Standard de Liège     | Jupiler Pro League    | 30          | 5           | 2               | 2               | -                 | -                 | 1          | 0          | C1+C3                          | 2+7                            | 0+0                            | -        | -        | 42    | 7     |
| 2012-2013             | Standard de Liège     | Jupiler Pro League    | 35          | 3           | 2               | 1               | -                 | -                 | -          | -          | -                              | -                              | -                              | 1        | 0        | 38    | 4     |
| 2013-2014             | Standard de Liège     | Jupiler Pro League    | 38          | 3           | 1               | 0               | -                 | -                 | -          | -          | C3                             | 7                              | 0                              | 1        | 0        | 47    | 3     |
| 2014-2015             | Standard de Liège     | Jupiler Pro League    | 26          | 2           | 1               | -               | -                 | -                 | -          | -          | C1+C3                          | 4+5                            | 0+0                            | -        | -        | 36    | 2     |
| 2015-2016             | Standard de Liège     | Jupiler Pro League    | 17          | 2           | 2               | 0               | -                 | -                 | -          | -          | C3                             | 4                              | 1                              | -        | -        | 23    | 3     |
| Sous-total            | Sous-total            | Sous-total            | 162         | 17          | 14              | 4               | -                 | -                 | 1          | 0          | -                              | 29                             | 1                              | 4        | 0        | 210   | 22    |
| 2016                  | Los Angeles Galaxy    | MLS                   | 28          | 0           | 4               | 0               | -                 | -                 | -          | -          | LCC                            | 2                              | 0                              | -        | -        | 34    | 0     |
| 2017                  | Los Angeles Galaxy    | MLS                   | 18          | 1           | 3               | 1               | -                 | -                 | -          | -          | -                              | -                              | -                              | -        | -        | 21    | 2     |
| Sous-total            | Sous-total            | Sous-total            | 46          | 1           | 7               | 1               | -                 | -                 | -          | 0          | -                              | 2                              | 0                              | 0        | 0        | 55    | 2     |
| 2017-2018             | Royal Antwerp FC      | Jupiler Pro League    | 23          | 0           | 1               | 0               | -                 | -                 | -          | -          | -                              | -                              | -                              | -        | -        | 24    | 0     |
| 2018-2019             | Royal Antwerp FC      | Jupiler Pro League    | 17          | 1           | 0               | 0               | -                 | -                 | -          | -          | -                              | -                              | -                              | -        | -        | 17    | 1     |
| Sous-total            | Sous-total            | Sous-total            | 40          | 1           | 1               | 0               | -                 | -                 | 0          | 0          | -                              | 0                              | 0                              | 0        | 0        | 41    | 1     |
| Total sur la carrière | Total sur la carrière | Total sur la carrière | 402         | 38          | 37              | 5               | 3                 | 0                 | 3          | 0          | -                              | 67                             | 2                              | 31       | 0        | 543   | 45    |